# Вилхелм Монке
Вилхелм Монке (на немски: Wilhelm Mohnke) е германски СС генерал-майор (Brigadeführer), един от последните останали до Адолф Хитлер в последните часове живот на фюрера, в края на Втората световна война.
Встъпва в NSDAP през септември 1931 г. Той е сред първите членове на СС охраната на щаба, образувана през март 1933 г. През годините се издига и остава сред последните генерали на Хитлер.
Като командващ на 1-ва СС дивизия „Лайбщандарт СС Адолф Хитлер“, Монке участва в боевете във Франция, Полша и Балканите. През 1943 г. командва полк на СС Хитлерюгенд, с който се сражава в Битката за Каен, за което е награден с рицарски кръст през юли 1944 г. През декември 1944 г. отново командва дивизия „Лайбщандарт“ по време на Битката за Ардените.
По време на Битката за Берлин Монке командва Бойна група „Монке“ и отбранява района на правителството, райхканцлерството и райхстага. След войната е разследван, но никога осъждан. Умира през 2001 г.